# 추파카브라

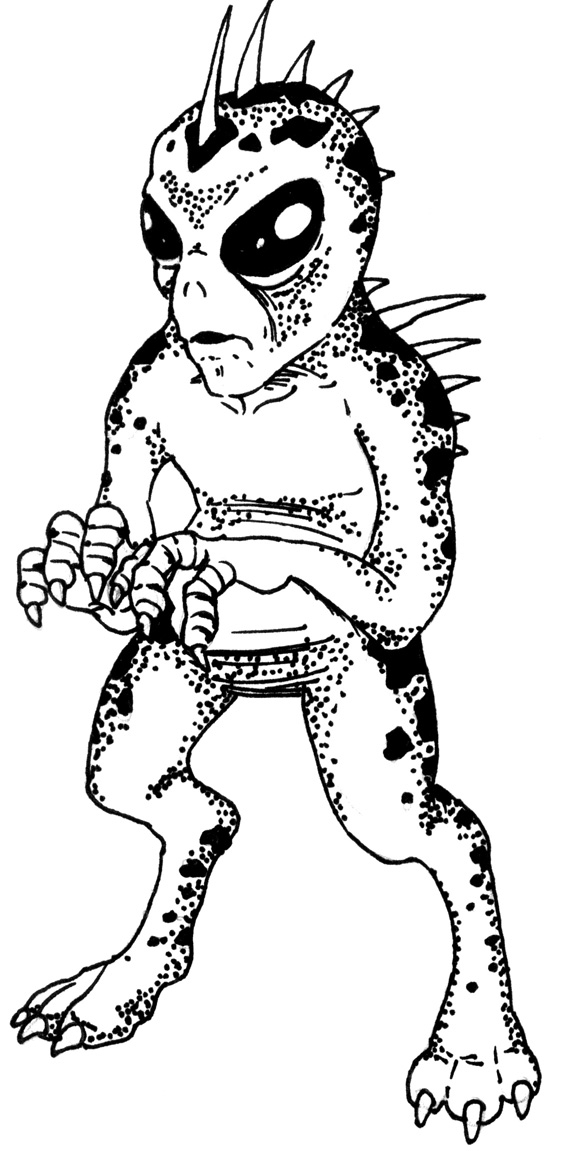
추파카브라

추파카브라(스페인어: Chupacabras)는 아메리카 대륙에 산다는 미확인 동물이다. 외계인이라고 주장하는 이들도 있다.추파카브라란 chupa(빨다)+cabra(염소)의 뜻으로, 1995년경에 처음으로 그 존재가 보고되었다. 북으로는 미국의 메인주, 남으로는 칠레까지 다양한 지역에서 출몰이 보고 되고 있다. 주로 가축들(특히 염소)을 습격하고 그 피를 빤다고 한다.그 육체적 외양은 매우 다양하다. 대부분의 생물학자나 야생동물연구가들은 추파카브라를 도시전설의 일종이라고 생각하고 있다.칠레 출신의 한 학자는 미군의 복제실험에서 태어난 돌연변이라고 주장하고 있다.

## 개요
이 생물이 동물의 피를 빨았다는 보고가 잇따라 일어나자, 스페인어로 chupa(빨다)라는 추파와 cabra(염소)인 뜻인 카브라로 이 단어를 합쳐 추파카브라 라고 부르게 되었다. 영어권에서는 이 단어를 번역하여 고트석커(Goatsucker)라고 부른다.
1995년 2월무렵 처음 푸에르토리코에서 그 모습이 목격되어 칠레, 멕시코, 아르헨티나 등의 남미 각지, 또 미국(하와이제외)에도 그 목격되기도 하였다.즉, 아메리카대륙에만 발견되고 다른 대륙에서는 볼수없다고한다 그 피해는 가축에 한정되지 않고 인간에게도 미쳤다. 이것은 현지에서 뉴스로 다루어지고, 일본에서도 일부 보도되었다.[추파카브라에 의한 짓이 아닌가」라고 하는 추측을 포함하면, 피해 건수는 1000건을 가볍게 넘는다고 하는 이야기도 있다. 그러나, 정확하게 통계가 취해지고 있는 것도 아니기 때문에 피해건수를 확정할 수는 없다.

## 특징
각각의 목격 보고에 섬세한 차이는 있지만, 신장은 약 1미터에서 1.8미터 정도이다. 전신이 털에 덮여 있고, 붉은 큰 눈이 있고, 송곳니가 나 있고, 등에는 가시가 있고, 직립보행이 가능하고, 캥거루와 같이 날아 뛰고, 25미터의 경이로운 점프력을 가지고있다.혹은, 날개를 가지고 있고 하늘을 날았다고 하는 증언도 있다. 염소를 시작으로 하여 가축이나 인간을 덮쳐, 그 피를 빨아들인다. 피를 빨아진후에 목주변에는, 2개소에서 4개소의 구멍이 나있다. 일설에는 홀쪽한 혀로 구멍을 뚫고 피를 빨아냈다고 하는 것도 있지만, 송곳니에 의하는 것이라고도 생각되어 현재 어느 쪽이라고도 말할 수 없는 것이 실상이다.

## 정체
털이나 뼈가 채취되어 사진, VTR 촬영되는 등, 여러 가지 증거 같은 물건은 오르고 있지만, 일부 가짜(가짜 추파카브라를 촬영한 것이나, 영화 인용 또는 단순히 털이 모두 벗겨진 너구리 등)가 있어 모두 결정적인 증거가 없다. 아직도 추파카브라에 대해서는, 모르는 부분과 애매한 부분도 많다. 또, 목격 지역의 주위에 둘러싸는 환경도 있어서, 그 정체에 대한 여러 가지 설이 나와 있다.

### 동물설
들개나 울프, 코요테 등을 오인한 것이라고 하는 설. 가축을 덮치는 육식 동물을 추파카브라 라고 오인등, 보고된 일부는 동물설로 설명할 수 있을 가능성이 있지만, 명확하게 다른 목격된 것도 있어, 그 의혹을 해명한 것은 아니다.

### 인간설
악마 숭배자가 의식을 행하여, 가축이 살해되었다고 여겨지는 설.

### 실험, 생물병기설
군이나 정부에 의한 유전자 조작 실험을 실시한 동물이 도망갔다고 하는 설. 생물병기 개발의 과정에서 만들어졌다고 하는 이야기도 있다. 그리고 군에 의해서 실험에 사용된 외계인이다고 하는 것도 있다.

### 미확인 생물설
저지데빌이나 모스맨 등의 UMA가, 추파카브라로서 목격되었다고 하는 설.

### 외계인설
외계인이 만든 생물이나, 외계인 그 자체라고 하는 설. 큰 눈 등 그레이와 공통되는 점이 보여지는 것부터, 외계인의 변종이다고 하는 이야기가 있다. 실제 추파카브라가 목격된 지역에서는, UFO의 목격이 많다고 하는 말이 있던 것도 이 설이 부상한 요인이라고 생각된다.